# Eucalyptus deglupta
Eucalyptus deglupta é uma espécie de eucalipto da família Myrtaceae pertencente ao gênero Eucalyptus.
Conhecida popularmente como eucalipto arco íris, eucalipto da Nova Guiné, ou eucalipto das Filipinas.
Esta árvore é nativa da ilha de Mindanao nas Filipinas e também é encontrada naturalmente nas ilhas de Nova Bretanha,Nova Guiné em Papua-Nova Guiné e Seram,Sulawesi na Indonésia.
O eucalipto arco-íris é uma árvore de grande porte, que se destaca pelo colorido espetacular do seu tronco. É o único representante do gênero dos eucaliptos que ocorre naturalmente no hemisfério norte, nas Ilhas da Nova Bretanha, Nova Guiné, Ceram, Celebes e Mindanau. No seu habitat pode atingir 75 metros de altura, com 240 centímetros de diâmetro de tronco; mas em cultivo geralmente permanece entre 20 a 30 metros de altura. O segredo por trás do colorido especial desta árvore está na forma como ela vai se descascando e revelando as partes coloridas. Inicialmente a casca fina, lisa e marrom se despreende, e uma cor verde clara e vibrante aparece. Esta mancha de cor torna-se então sucessivamente verde escura, azulada, púrpura, laranja e por fim vermelha. Acontece que o processo ocorre a todo momento, formando manchas coloridas em diferentes estágios. A impressão que se tem é de que a árvore foi misteriosamente pintada, tornando-se uma verdadeira obra de arte da natureza.
Além do tronco cilíndrico e ornamental, suas folhas são atrativas também. Elas são opostas, ovadas a lanceoladas, e apresentam cor verde-escura na página superior e cinza na página inferior. As flores se reunem em inflorescências do tipo umbela, terminais ou axilares. Elas são numerosas, de cor branco-creme a amareladas, com longos estames, perfumadas e produzem néctar em abundância, atraindo abelhas. Os frutos que se seguem são cápsulas globulares, de cor marrom, contendo de 3 a 12 sementes por válvula. As sementes são diminutas, achatadas e com uma pequena asa. O florescimento ocorre diversas vezes ao ano, com mais profusão na primavera e outono.
No paisagismo, o eucalipto arco-íris é uma excelente escolha para formar alamedas em largos caminhos. Como seu belo tronco é apreciado de perto, não é muito interessante plantá-la em locais distantes dos locais de passagem. Ainda assim, há que se ter em mente a preocupação com o espaço requerido pela planta e sua proporção com relação a construções próximas. O ideal é utilizá-la em amplos jardins, assim como em praças e parques, distante de tubulações enterradas, muros, casas e fiações. Seu crescimento é rápido e não exige muitos cuidados depois de bem estabelecida. Nas Filipinas é uma das principais árvores destinadas à produção de celulose para papel. Ao contrário de outras espécies de Eucalyptus, o eucalipto arco-íris não produz óleos aromáticos. Por ser uma espécie rústica e pioneira ela é utilizada com sucesso em áreas de reflorestamento com solos pobres, arenosos ou de recente atividade vulcânica.
Deve ser cultivado sob meia-sombra ou sol pleno, em diversos tipos de solos, preferencialmente drenáveis, profundos, enriquecidos com matéria orgânica e irrigados regularmente por pelo menos dois anos após o plantio. Suas raízes profundas, o tornam resistente à curtos períodos de estiagem. Tolera geadas leves, mas perece sob o frio intenso. Por este motivo, não é indicado para climas temperados ou mais frios. Aprecia o calor e a umidade tropicais. Tolerante à salinidade de regiões litoraneas. Não é adequado às regiões semi-áridas e é muito sensível ao fogo, ao contrário de outros eucaliptos. Multiplica-se facilmente por sementes ou estacas. As sementes germinam entre 4 a 20 dias após a semeadura. As estacas devem ser removidas dos ramos de plantas jovens, com menos de 2 anos. As mudas podem ir para o local definitivo com cerca de 4 meses.